# Édouard Husson (mathématicien)
Pour les articles homonymes, voir Édouard Husson.
Édouard Husson (1872-1958) est un mathématicien français.

## Biographie
Husson est entré à l'École normale supérieure en 1893.

### Le mouvement d'un solide pesant autour d'un point fixe
Le mouvement d'un solide pesant autour d'un point fixe est gouverné par six équations différentielles qui admet trois intégrales premières et un multiplicateur égal à l'unité. Le problème de l'intégration formelle du système est alors ramené à la recherche d'une quatrième intégrale première qui ne soit pas fonction des intégrales connues. On savait que cette quatrième intégrale existait dans deux cas appelés mouvement d'Euler-Poinsot et mouvement de Lagrange-Poisson quand, en 1889, Sophie Kowalevski montra l'existence d'un troisième cas. Poincaré avait de son côté montré qu'il ne pouvait pas exister de quatrième intégrale première si l'ellipsoïde d'inertie relatif au point de suspension n'était pas de révolution.
Le problème de la recherche de tous les cas d'existence de la quatrième intégrale première était donc posé dès la publication du mémoire de Sophie Kowaleski et fait l'objet du prix Bordin de 1894.
Dans sa thèse, recherche des intégrales algébriques dans le mouvement d'un solide pesant autour d'un point fixe, soutenue en 1906 à Paris, Edouard Husson résout définitivement le problème des intégrales premières de la mécanique classique pour le mouvement d'un solide autour d'un point fixe en montrant qu'il n'y a que quatre intégrales premières possibles, la quatrième n'apparaissant que dans les trois cas particuliers connus, le mouvement d'Euler-Poinsot, celui de Lagrange-Poisson et enfin celui de Sophie Kowaleski.
L'intégration complète par quadrature est donc possible dans ces trois cas.
Cependant Goriatchoff montre que l'intégration est aussi possible dans le cas de conditions initiales particulières, et un second cas est indiqué par Nicolaus Kowalevski en 1908.

### Carrière
Il est nommé maître de conférence à Rennes en 1906, puis professeur de mécanique à Caen en 1909, puis professeur de mécanique à Nancy en 1911. Il sera en particulier doyen de la faculté des sciences dans cette ville.
Il publia au cours de sa carrière plusieurs mémoires.
1. La démographie mathématique. Équations générales. Propriétés générales des trajectoires démographiques, actualités scientifiques et industrielles, 1938
2. L'aire couverte par une trajectoire dynamique; la presquepériodicité de la trajectoire, journal de mathématiques pures et appliquées, 1937
3. Les solutions, mouvements ou trajectoires stationnaires en mécanique, Bulletin mathématique des facultés des sciences et grandes écoles, 1935
4. Les apparences de discontinuité ou d'irrégularité en dynamique, Verhandlungen Kongress (Zurich), 1932
5. Les trajectoires de la dynamique, Mémorial des sciences mathématiques no 55, 1932.
6. La quasi-périodicité et l'approximation des trajectoires dynamiques. Association française, 1931
7. Sur théorème de M. Poincaré, relativement au mouvement d'un solide pesant, Acta mathematica tome 31,1907.
8. Recherche des intégrales algébriques dans le mouvement d'un solide pesant autour d'un point fixe, annales de Toulouse, 1906 (reprise thèse)
9. Recherche des intégrales algébriques dans le mouvement d'un solide pesant autour d'un point fixe, gauthier-Villars, 1906 (thèse)
10. Recherche des intégrales algébriques dans le mouvement d'un solide pesant autour d'un point fixe, CRAS tome 141, 1906
11. Sur un théorème de M. Poincaré, relativement au mouvement d'un solide pesant. CRAS tome 141, 1906